# Communauté de communes du Pays de Saint-Galmier
Die Communauté de communes du Pays de Saint-Galmier ist ein ehemaliger französischer Gemeindeverband mit Rechtsform einer Communauté de communes im Département Loire, dessen Verwaltungssitz sich in dem Ort Saint-Galmier befand. Die Gegend rund um das Städtchen Saint-Galmier lag etwa zehn Kilometer nördlich von Saint-Étienne am rechten Ufer der Loire und war geprägt durch den Übergang vom flachen Talboden in die Monts du Lyonnais. Der Gemeindeverband bestand aus zehn Gemeinden auf einer Fläche von 116,2 km2.

## Aufgaben
Zu den vorgeschriebenen Kompetenzen gehörten die Entwicklung und Förderung wirtschaftlicher Aktivitäten und des Tourismus sowie die Raumplanung auf Basis eines Schéma de Cohérence Territoriale. Der Gemeindeverband bestimmte die Wohnungsbaupolitik. In Umweltbelangen betrieb er die Müllabfuhr und ‑entsorgung, die Abwasserentsorgung (teilweise) und war in Fragen der Luftreinhaltung und Gewässerpflege zuständig. Er betrieb die Straßenmeisterei und förderte Kultur- und Sportveranstaltungen. Der Verband war außerdem zuständig für den Ausbau der Telekommunikations- und Datenübertragungsnetze auf seinem Gebiet.

## Historische Entwicklung
Die Communauté de communes du Pays de Saint-Galmier entstand am 8. Januar 1996 als Zusammenschluss von zunächst 12 Gemeinden. Unter dem Druck der landesweiten Reform der Gemeindeverbände sprachen sich im Frühjahr 2012 sowohl der Präfekt des Départements Loire wie auch die Delegierten der Saint-Étienne Métropole für eine Fusion mit letzterer aus, mit der Begründung, dass sich der Großraum Saint-Étienne und die CC du Pays de Saint-Galmier teilweise überschneiden. In vielen der ländlich geprägten Gemeinden fand dieser Plan aber keine Zustimmung, so dass 2013 schließlich die Gemeinden La Fouillouse und Andrézieux-Bouthéon in die Saint-Étienne Métropole überwechselten und die CC du Pays de Saint-Galmier weiter bestand.
Mit Wirkung vom 1. Januar 2017 fusionierte der Gemeindeverband schließlich mit
- Communauté de communes de Balbigny
- Communauté de communes des Collines du Matin,
- Communauté de communes de Feurs en Forez sowie
- Communauté de communes de Forez en Lyonnais

und bildete so die Nachfolgeorganisation Communauté de communes de Forez-Est. Bei dieser Gelegenheit wechselten drei Gemeinden in die Saint-Étienne Métropole.

## Mitgliedsgemeinden
Folgende 10 Gemeinden gehörten der Communauté de communes du Pays de Saint-Galmier an:
| Gemeinde               | Einwohner 1. Januar 2022 | Fläche km² | Dichte Einw./km² | Code INSEE | Postleitzahl |
| ---------------------- | ------------------------ | ---------- | ---------------- | ---------- | ------------ |
| Aveizieux              | 1.693                    | 9,02       | 188              | 42010      | 42330        |
| Bellegarde-en-Forez    | 2.004                    | 18,91      | 106              | 42013      | 42210        |
| Chambœuf               | 1.782                    | 11,12      | 160              | 42043      | 42330        |
| Cuzieu                 | 1.496                    | 11,51      | 130              | 42081      | 42330        |
| Montrond-les-Bains     | 5.655                    | 10,11      | 559              | 42149      | 42210        |
| Rivas                  | 737                      | 4,60       | 160              | 42185      | 42340        |
| Saint-André-le-Puy     | 1.534                    | 8,66       | 177              | 42200      | 42210        |
| Saint-Bonnet-les-Oules | 1.817                    | 12,41      | 146              | 42206      | 42330        |
| Saint-Galmier          | 5.848                    | 19,47      | 300              | 42222      | 42330        |
| Veauche                | 8.984                    | 10,41      | 863              | 42323      | 42340        |